# 埃芬漢 (伊利諾伊州)
埃芬漢（英語：Effingham）是一個位於美國伊利諾伊州埃芬漢縣的城市。根據2010年美國人口普查，該地人口為12328人，而該地的面積約為25.94平方千米。同時該地也是埃芬漢縣的縣治。

## 地理
埃芬漢的座標為39°07′15″N 88°32′45″W / 39.12083°N 88.54583°W，而該地的平均海拔高度為180米（即590英尺）。